# IC 3883
IC 3883 ist eine Spiralgalaxie vom Hubble-Typ Sbc im Sternbild Jungfrau nördlich der Ekliptik. Sie ist schätzungsweise 167 Millionen Lichtjahre von der Milchstraße entfernt und hat einen Durchmesser von etwa 45.000 Lichtjahren.
Im selben Himmelsareal befinden sich u. a. die Galaxien NGC 4773, NGC 4780, NGC 4818, IC 3908.
Das Objekt wurde im Juli 1899 von DeLisle Stewart entdeckt.